# (7907) Érasme
(7907) Érasme, désignation internationale (7907) Erasmus, est un astéroïde de la ceinture principale.

## Description
(7907) Érasme est un astéroïde de la ceinture principale. Il fut découvert par Cornelis Johannes van Houten, Ingrid van Houten-Groeneveld et Tom Gehrels le 24 septembre 1960 à l'observatoire Palomar. Il présente une orbite caractérisée par un demi-grand axe de 2,78 UA, une excentricité de 0,019 et une inclinaison de 2,06° par rapport à l'écliptique.
Il fut nommé en hommage à Érasme de Rotterdam (1469-1536), fils de prêtre et prêtre lui-même, il fut philosophe, écrivain latin, humaniste et théologien.

## Compléments